# Harald Jäger

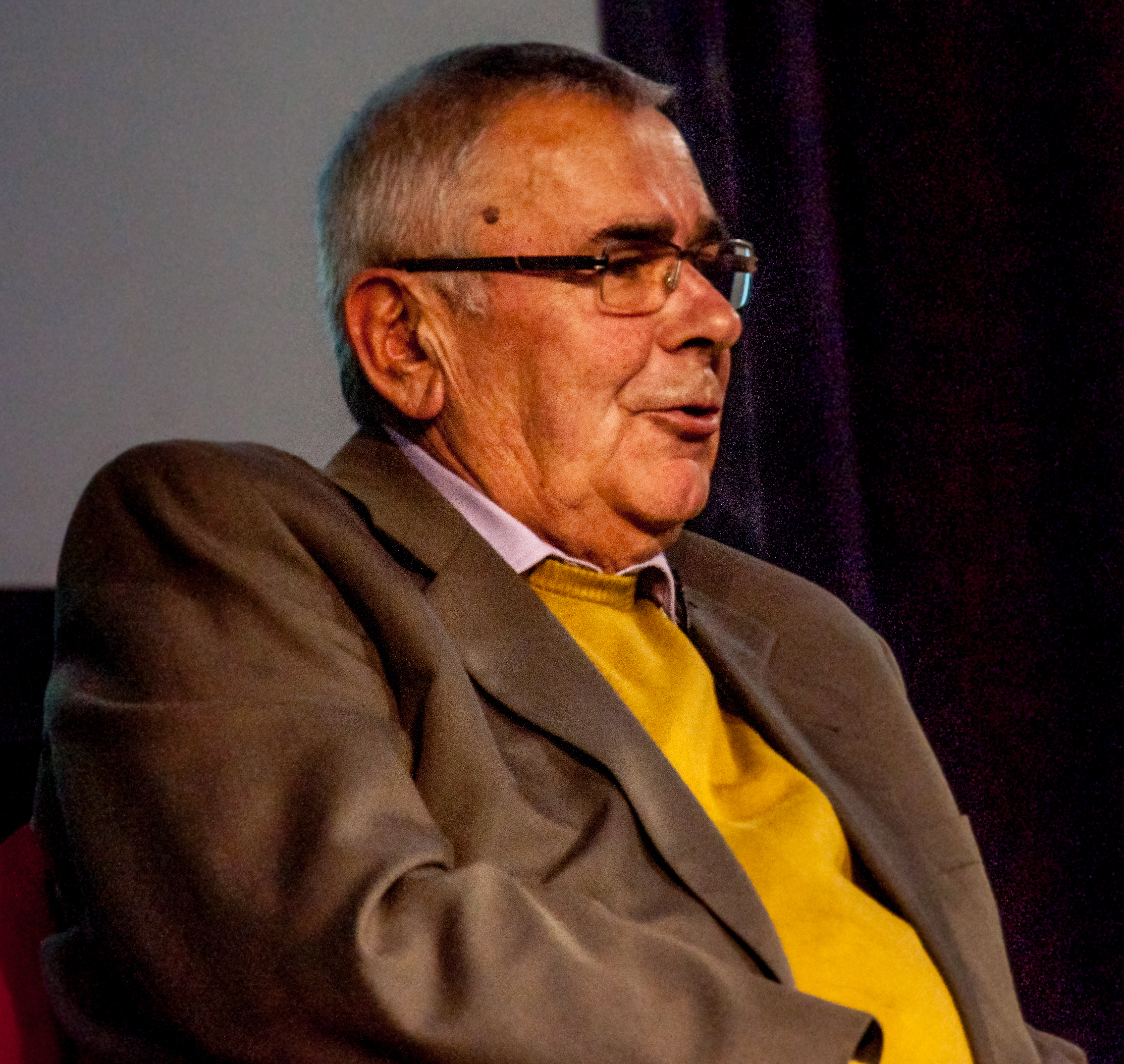
Harald Jäger bei einer Veranstaltung der Liverpool University, 2014

Harald Jäger (* 27. April 1943 in Bautzen) war bis 1990 stellvertretender Leiter der DDR-Grenzübergangsstelle Bornholmer Straße (GÜSt Bornholmer Straße) in Ost-Berlin im Dienstgrad eines Oberstleutnants der Passkontrolleinheit (PKE), die dem Ministerium für Staatssicherheit (MfS) unterstellt war. Am 9. November 1989 ließ er als diensthabender Leiter am Grenzübergang Bornholmer Straße befehlswidrig die Kontrollen einstellen. Er gilt daher als der Mann, der faktisch die Berliner Mauer öffnete.

## Ausbildung und Beruf
Harald Jäger wuchs in Bautzen auf und absolvierte nach seiner Schulzeit eine Ausbildung zum Ofensetzer. 1961 meldete er sich freiwillig zur damaligen Deutschen Grenzpolizei (später: Grenztruppen der DDR der NVA). 1964 trat er in die Dienste des MfS und arbeitete bis zur politischen Wende in der PKE. Dort waren hauptamtliche Mitarbeiter des MfS tätig; sie versahen ihren Dienst jedoch aus Tarnungsgründen in regulären Dienstuniformen der Grenztruppen.
Von 1976 bis 1979 absolvierte Jäger ein Studium an der Juristischen Hochschule des MfS in Potsdam. Seine Abschlussarbeit zum Diplom-Juristen legte er 1981 im Rang eines Majors vor. Sie trug den Titel Die Bildung der Spezialistentruppen „Sicherheit und Terrorabwehr“ in den Grenzzollämtern der Zollverwaltung der DDR als Voraussetzung zur zielgerichteten und differenzierten Einbeziehung der Angehörigen der Zollverwaltung der DDR in das System der Terrorabwehr an den Grenzübergangsstellen der DDR.

## Grenzöffnung
Jäger war am Abend des 9. November 1989 im Grenzübergang Bornholmer Straße diensthabender Leiter. Während seiner Pause gegen 20 Uhr sah er im Fernsehen die Pressekonferenz, auf der Günter Schabowski die neue Reiseregelung verkündete. Er versuchte sofort, telefonisch Näheres über diese Regelung zu erfahren. Sein Vorgesetzter, Oberst Rudi Ziegenhorn († 1990), machte jedoch deutlich, dass die alten Regelungen weiter gelten.
Kurze Zeit später versammelten sich die ersten Menschen vor dem Übergang. Um 21:30 Uhr brachte der Radiosender RIAS die ersten Reportagen von offenen Grenzübergängen, die zu diesem Zeitpunkt allerdings noch geschlossen waren. Aufgrund des immer größer werdenden Menschenandrangs wurde die Situation am Grenzübergang zunehmend unkontrollierbar. Jäger löste daraufhin (ohne dazu befugt zu sein) Alarm aus. Sein Vorgesetzter befahl daraufhin, diejenigen DDR-Bürger ausreisen zu lassen, die sich am lautesten äußerten. Es wurde nach Anweisung von Ziegenhorn der Personalausweis der Ausreisenden kontrolliert und ungültig gestempelt, die DDR-Bürger als Inhaber dieser Ausweise damit ausgebürgert (Ventillösung). Als im Laufe des Abends jedoch Bürger von ihrem ersten Kurzbesuch aus West-Berlin wieder zurückkehrten, setzte er die erhaltene Anweisung nicht um und ließ sie wieder einreisen.
Es kamen immer mehr Menschen, der Druck stieg weiter an und Jäger befürchtete, dass Ausreisewillige auch an die Waffen seiner Mitarbeiter kommen könnten, die diese bei sich trugen. Unter dem Druck der Massen und aufgrund der fehlenden Unterstützung durch seine Vorgesetzten sah Jäger nur einen Ausweg. Er befahl gegen 23:30 Uhr (es wird auch die Zeit 23:07 Uhr genannt), die Grenze am Übergang Bornholmer Straße zu öffnen. Jäger sagte in der ARD-Fernsehdokumentation Schabowskis Zettel vom 2. November 2009 darüber:

„Das alles zusammengenommen war dann das Motiv des Handelns, so dass ich gesagt habe, jetzt reicht mir’s. Jetzt entscheidst du’s auf eigene Faust […] Hab angewiesen, alle ausreisen zu lassen […] lass alle ausreisen …“

Über diesen Grenzübergang gelangten zwischen 23:30 und 0:15 Uhr schätzungsweise 20.000 Menschen nach West-Berlin. Jäger selbst zog sich nach Öffnung der Grenzanlagen erst einmal in einen ruhigen Raum zurück. Jäger dazu in der ARD-Fernsehdokumentation:

„Ich bin dann in die ehemalige, alte BRD-Abfertigungsstelle gegangen, da bin ich ja schließlich groß geworden, […] und wollte meinen Tränen freien Lauf lassen […] ich musste mit mir selbst erst mal allein sein […] es war das Schrecklichste, das Schrecklichste und Schönste, das ich erlebt hatte […] aber ich hatte Pech gehabt, in der Baracke stand schon ein anderer, ein Hauptmann, der geweint hatte […]“

## Nach der Friedlichen Revolution
1990 wurde Harald Jäger im Zuge der Auflösung des MfS entlassen. Nach fast zwei Jahren Arbeitslosigkeit hatte er mehrere kurzfristige Jobs. Er arbeitete zeitweise in einem eigenen Zeitungsladen, dann in einem privaten Wachschutzunternehmen im Maßregelvollzug in der Karl-Bonhoeffer-Klinik in Berlin-Reinickendorf. Als dort durch sein Buch seine MfS-Tätigkeit bekannt wurde, wurde er zu einem Heizkraftwerk in Berlin-Rummelsburg versetzt, wo er bis zur Rente tätig war.
Jäger lebt seit 2006 in Werneuchen. Er ist verheiratet, hat zwei Töchter und einen Sohn.

## Verfilmung
Im nicht ganz faktengetreuen Fernsehfilm Bornholmer Straße aus dem Jahr 2014 wird Jäger von Charly Hübner als Oberstleutnant Harald Schäfer verkörpert. Er entstand nach Motiven des Buches Der Mann, der die Mauer öffnete des Publizisten Gerhard Haase-Hindenberg.
Im Film Einmal Ku’damm und zurück erlangte der Grenzübergang Bornholmer Straße Berühmtheit durch die Verhaftung des Chefkochs der Schweizer Botschaft, Peter Gross. Harald Jäger, damals Oberstleutnant, bekam den Befehl vom MfS, das Auto zu kontrollieren und eine Verhaftung vorzunehmen, da die Vermutung bestand, dass sich im Kofferraum eine weibliche Person befinden könnte.